# Feldolling
Feldolling is een dorp in de Duitse gemeente Feldkirchen-Westerham, in het Beierse district Rosenheim. Feldolling ligt 22 km ten westen van Rosenheim en 45 km ten zuiden van München. Het aantal inwoners bedroeg op 31 december 2004 929.